# Isebania
Isebania – miasto w hrabstwie Migori, w południowo-zachodniej Kenii, na granicy z Tanzanią. Liczy 23,9 tys. mieszkańców. Po przeciwnej stronie granicy leży miasto Isebania w Tanzanii.